# Antonio Tomás
Pour les articles homonymes, voir Tomas.
Antonio Tomás González est un footballeur espagnol né le 19 janvier 1985 à Torrelavega, qui évolue au poste de milieu relayeur au CD Numancia.

## Biographie
Le 6 november 2012, il signe en faveur du CD Numancia.

## Palmarès
- Deportivo La Corogne
  - Vainqueur de la Coupe Intertoto : 2008